# (17516) Kogayukihito
(17516) Kogayukihito est un astéroïde de la ceinture principale.

## Description
(17516) Kogayukihito est un astéroïde de la ceinture principale. Il fut découvert le 28 octobre 1992 à Kitami par Masayuki Yanai et Kazuro Watanabe. Il présente une orbite caractérisée par un demi-grand axe de 2,54 UA, une excentricité de 0,18 et une inclinaison de 3,8° par rapport à l'écliptique.

## Compléments